# San Miguel Agua Bendita
San Miguel Agua Bendita är ett samhälle i kommunen San José del Rincón i delstaten Mexiko i Mexiko. San Miguel Agua Bendita hade 2 911 invånare sammanlagt vid folkräkningen 2020, dock i två olika folkräkningsenheter.